# بناء السلام

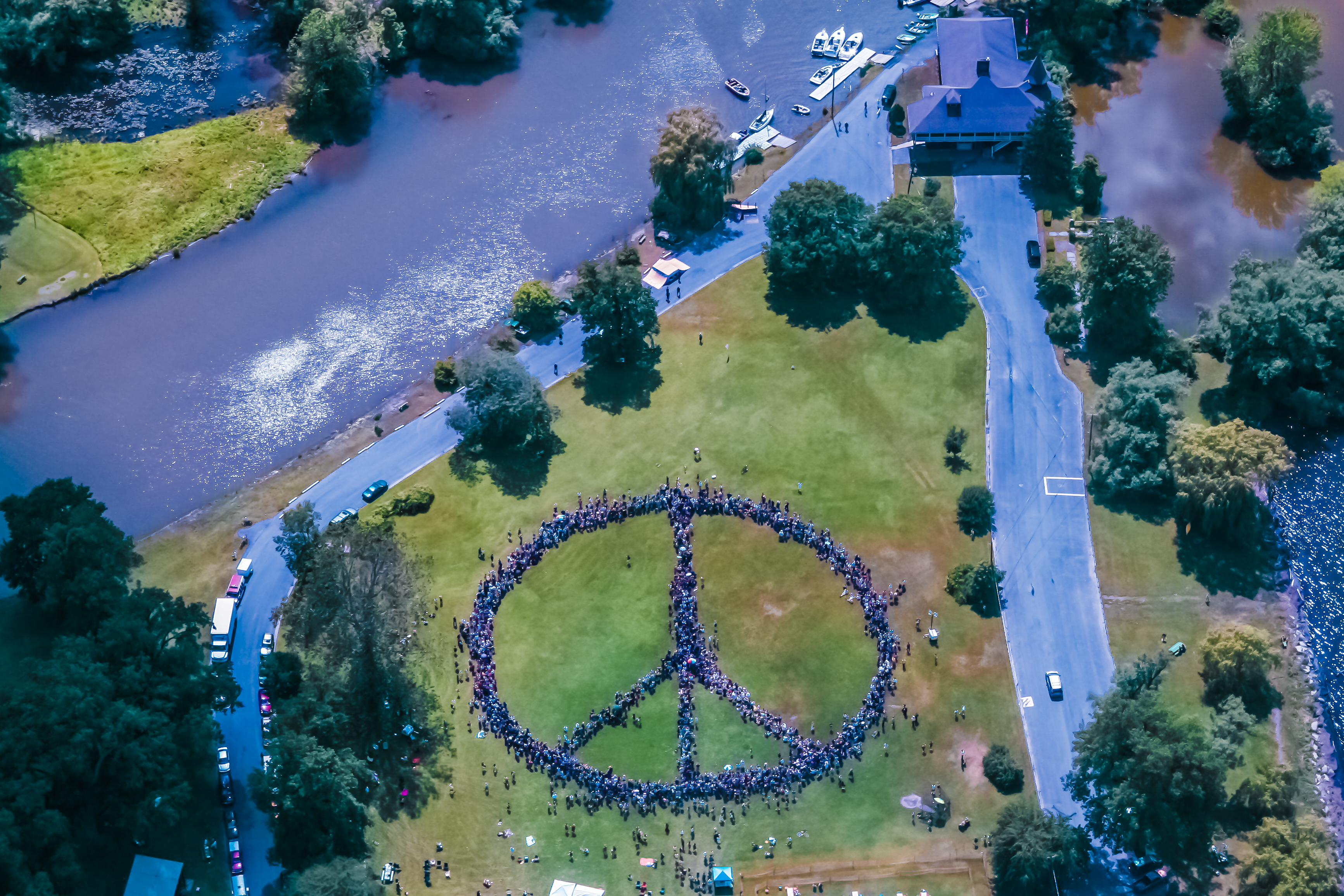

بناء السلام نشاط يهدف إلى حل مشكلة الظلم (أو عدم الإنصاف) بطرق لا عنفية، وتبديل الظروف الثقافية والهيكلية التي تولد صراعًا مميتًا أو مدمرًا. يتمحور حول تطوير العلاقات الشخصية والجماعية والسياسية البنّاءة، عبر الحدود العرقية والدينية والطبقية والقومية والعنصرية. وتشمل هذه العملية منع العنف، وإدارة الصراع، بإيجاد الحل أو التغيير، والمصالحة بعد الصراع أو معالجة الصدمات، قبل أي حالة عنف وخلالها وبعدها.
يُعتبر بناء السلام أسلوب أو تقنية متعددة التخصصات ومتعددة القطاعات، تصبح إستراتيجية عندما تعمل على المدى الطويل وعلى جميع مستويات المجتمع، لتأسيس علاقاتٍ مستدامة بين الناس محليًا وعالميًا، وبالتالي إحداث سلام مستدام. تعالج الأنشطة الاستراتيجية لبناء السلام، الأسباب الجذرية للعنف أو الأسباب المحتملة له، وتخلق توقعات مجتمعية للحل السلمي للنزاعات، وإحلال الاستقرار السياسي والاجتماعي والاقتصادي للمجتمع.
يتفاوت المشمولون في عملية بناء السلام تبعًا لحالة وعامل بناء السلام. تخلق أنشطة بناء السلام الناجحة، بيئة داعمة للسلام المتين والمستدام، والوفاق بين الخصوم، ومنع نشوء الصراع مجددًا، وإشراك المجتمع المدني، وإنشاء آليات لسيادة القانون، ومعالجة القضايا العمرانية والاجتماعية الأساسية. يزداد اعتقاد الباحثين والعاملين بكون بناء السلام أكثر فعالية وديمومة، عندما يعتمد على المفاهيم المحلية للسلام، والديناميات الأساسية التي تعزز الصراع أو تمكّنه.

## تعريف بناء السلام
يختلف التعريف الدقيق لبناء السلام تبعاً للجهة الفاعلة، حيث تحدد بعض التعاريف ماهيّة الأنشطة التي تدخل في نطاق بناء السلام، أو تقيّد بناء السلام بالنسبة لتدخلات ما بعد الصراع. يُتّفق في جميع التعاريف على أن تحسين الأمن الإنساني هو المهمة الأساسية لبناء السلام، حتى ولو بقي مفهوم بناء السلام غير متبلور، ودون مبادئ توجيهية أو أهداف واضحة.
يتضمن بناء السلام في هذا السياق مجموعة واسعة من الجهود التي تبذلها مختلف الجهات الفاعلة من الحكومة والمجتمع المدني على المستويات المجتمعية والوطنية والدولية، لمعالجة الأسباب الجذرية للعنف، وضمان تحرر المدنيين من الخوف (سلم سلبي)، والتحرر من الفاقة (سلم إيجابي)، والتحرر من الإذلال قبل الصراع العنيف وخلاله وبعده.
تبقى فكرة بناء السلام مميزة، على الرغم من تداخل العديد من أهدافها مع أهداف صنع السلام وحفظ السلام وحل النزاعات. ينطوي صنع السلام على وقف نزاع مستمر، بينما تكون عملية بناء السلام قبل بدء النزاع أو بمجرد انتهائه. يمنع حفظ السلام استئناف القتال بعد الصراع، فهو لا يعالج الأسباب الكامنة وراء العنف ولا يعمل على إحداث تغيير مجتمعي، كما هو الحال في عملية بناء السلام. يختلف حفظ السلام أيضا عن بناء السلام، لأنه لا يحدث إلا بعد انتهاء الصراع، وليس قبل أن يبدأ. لا يشمل حل النزاعات بعض مكونات بناء السلام، مثل بناء الدولة والتنمية الاجتماعية والاقتصادية.
يُستخدم المصطلح أحيانًا للإشارة إلى سياقات ما بعد الصراع أو ما بعد الحرب، وبشكل أوسع للإشارة إلى أي مرحلة من مراحل الصراع. تتعامل جهود بناء السلام الوقائية -قبل أن يتحول الصراع إلى عنف- مع المصادر المحتملة لعدم الاستقرار والعنف، عن طريق برامج إصلاح القطاعات الأمنية والقانونية والصحية والتعليمية والاجتماعية والدبلوماسية والتنمية الاقتصادية. ويُصطلح ذلك أيضا بمنع الصراع. تسعى جهود بناء السلام لإدارة الجوانب الرئيسية للصراع، وتخفيفها وحلها وتبديلها، من خلال الدبلوماسية الرسمية، وكذلك من خلال عمليات السلام في المجتمع المدني، والحوار غير الرسمي والتفاوض والوساطة.
يعالج بناء السلام الأسباب الاقتصادية والاجتماعية والسياسية الجذرية للعنف، ويعزز المصالحة لمنع عودة العنف المنظم والمباشر. تسعى جهود بناء السلام لتغيير المعتقدات والمواقف والسلوكيات، لتحويل الديناميات قصيرة وطويلة الأمد بين الأفراد والجماعات إلى تعايش أكثر استقرارًا وسلميًة. بناء السلام هو نهج لمجموعة كاملة من الجهود المتشابكة التي تدعم السلام.
عرّفت لجنة السياسات التابعة للأمين العام للأمم المتحدة بناء السلام في عام 2007 على النحو التالي: «ينطوي بناء السلام على مجموعة من التدابير الهادفة إلى تقليل خطر الانقضاء أو الارتداد إلى الصراع، من خلال تعزيز القدرات الوطنية على جميع المستويات لإدارة الصراع، ووضع الأسس اللازمة للسلام المستدام والتنمية المستدامة. يجب أن تكون استراتيجيات بناء السلام متماسكة ومُكيّفة مع الاحتياجات المحددة للبلد المعني، بناءً على الملكية الوطنية، وينبغي أن تشتمل على مجموعة ضيقة نسبيا من الأنشطة المتعاقبة والتي حُددت أولوياتها بدقة، والهادفة إلى بلوغ المقاصد المذكورة أعلاه».